# Liste der Biografien/Chaj
Liste der Biografien |
Portal Biografien |
Personensuche
# |
A |
B |
C |
D |
E |
F |
G |
H |
I |
J |
K |
L |
M |
N |
O |
P |
Q |
R |
S |
T |
U |
V |
W |
X |
Y |
Z |
?
 
Ca |
Cb |
Cc |
Ce |
Ch |
Ci |
Cj |
Ck |
Cl |
Cm |
Cn |
Co |
Cr |
Cs |
Ct |
Cu |
Cv |
Cw |
Cy |
Cz
 
Cha |
Chb |
Che |
Chh |
Chi |
Chk |
Chl |
Chm |
Chn |
Cho |
Chr |
Cht |
Chu |
Chv |
Chw |
Chy
 
Chaa |
Chab |
Chac |
Chad |
Chae |
Chaf |
Chag |
Chah |
Chai |
Chaj |
Chak |
Chal |
Cham |
Chan |
Chao |
Chap |
Chaq |
Char |
Chas |
Chat |
Chau |
Chav |
Chaw |
Chay |
Chaz
Die Liste der Biografien führt alle Personen auf, die in der deutschsprachigen Wikipedia einen Artikel haben. Dieses ist eine Teilliste mit 12 Einträgen von Personen, deren Namen mit den Buchstaben „Chaj“ beginnt.

## Chaj

### Chaja
- Chajan, altägyptischer Hyksoskönig der 15. Dynastie, (um 1610 bis um 1590 v. Chr.)
- Chajanchjarwaa, Batsüchiin (* 1958), mongolischer Radrennfahrer
- Chajat, Adel al-, ägyptischer Politiker

### Chaje
- Chajes, Benno (1880–1938), Mediziner, Hygieniker und Abgeordneter (SPD)
- Chajes, Julius (1910–1985), amerikanischer Pianist und Komponist österreichisch-jüdischer Herkunft
- Chajes, Oscar (1873–1928), US-amerikanischer Schachspieler
- Chajes, Zwi Hirsch (1805–1855), orthodoxer Rabbiner und Talmudgelehrter
- Chajes, Zwi Perez (1876–1927), Rabbiner

### Chaji
- Chajim b. Isaak (1749–1821), Rabbiner
- Chajima, Yūsuke (* 1991), japanischer Fußballspieler

### Chajj
- Chajjudsch, Jehuda, hebräischer Grammatiker und Arzt

### Chaju
- Chajut, Esther (* 1953), israelische Richterin, Präsidentin des Obersten Gerichts IsraelsEsther Chajut (* 1953)

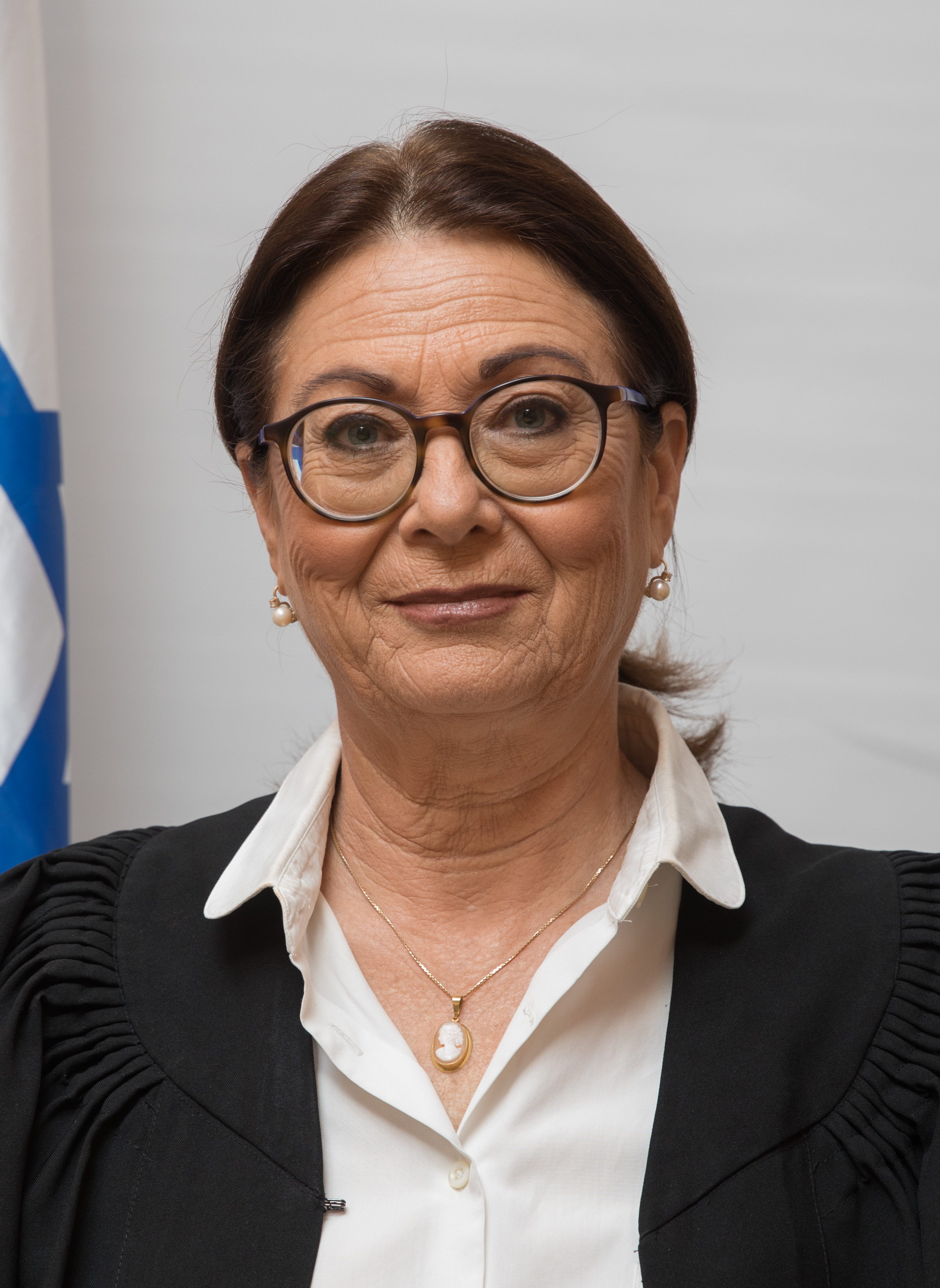
Esther Chajut (* 1953)